# Seznam francoskih biologov
Seznam francoskih biologov.

## B
- Françoise Barré-Sinoussi
- Claude Bernard?
- Alain Bombard?
- Charles Lucien Bonaparte
- Adolphe Theodore Brongniart

## C
- Georges Canguilhem ?
- Édouard Chatton (1883 - 1947)
- Emmanuelle Charpentier  n.n./kemijo 2020
- Georges Cuvier

## D
- Jean-Jacques Dortous de Mairan

## H
- Jean François Holandre?

## J
- François Jacob (1920 - 2013)
- Albert Jacquard (1925 - 2013)
- Pierre Joliot (1932 -)

## K
- Axel Kahn

## L
- Jean-Baptiste de Lamarck
- Pierre André Latreille
- Claude Lévi-Strauss
- André Michel Lwoff (1902 – 1994)

## M
- André Michaux
- Jacques Monod
- Luc Montagnier

## N
- Edmond Nocard

## P
- Louis Pasteur
- Joseph Pitton de Tournefort

## R
- Didier Raoult
- Joël de Rosnay (1937 -)

## V
- Albert Vandel (1894 - 1980)